# Клир
Клир (греч. κλήρος — «жребий») — особая общность в Христианской церкви, состоящая из духовенства и представляющая собой отдельный социальный институт.
В синодальную эпоху в России под «клириками» часто подразумевали членов причта, то есть церковнослужителей данного прихода.

## Библейские истоки
Согласно Библии, ещё в Ветхом Завете Бог регулярно из общей массы людей избирает особых служителей: патриархов-праведников, пророков, царей-помазанников, священников, левитов. В Новом Завете продолжается традиция избрания на священство не всех уверовавших, а только отдельных личностей — апостолов, диаконов, пресвитеров, епископов:

«Не вы Меня избрали, а Я вас избрал и поставил вас, чтобы вы шли и приносили плод,..»
— Ин. 15:16

«И сказал им: вам дано знать тайны Царствия Божия, а тем внешним всё бывает в притчах; так что они своими глазами смотрят, и не видят; своими ушами слышат, и не разумеют, да не обратятся, и прощены будут им грехи.»
— Мк. 4:11-12
Среди двенадцати апостолов явно заметны трое особо приближённых ко Христу (Петр, Иаков и Иоанн), которым дозволено было присутствовать при воскрешении дочери Иаира (Мф. 9:25; Мк. 5:37; Лк. 8:51), при Преображении Иисуса и при Его Гефсиманской молитве.
Первоверховным апостолом является Симон Петр.

«И сказал Господь: Симон! Симон! се, сатана просил, чтобы сеять вас как пшеницу, но Я молился о тебе, чтобы не оскудела вера твоя; и ты некогда, обратившись, утверди братьев твоих.»
— Лк. 22:31—32

## В древней церкви и на Востоке
Разделение на мирян и клир начали формировать в ранней Церкви, когда особым авторитетом в общине пользовались апостолы. В апостольский период начался процесс создания священной иерархии. Признаком принадлежности к клиру стало возложение рук на посвящаемого кандидата.
В ранней Церкви в различных местностях к клиру кроме епископов, пресвитеров и диаконов относили также иподиаконов, аколитов, остиариев, чтецов, экзорцистов, нотариев, защитников уз, а также диаконисс (до конца IV века).
В Православной церкви различают высших клириков — священнослужителей и низших — церковнослужителей. Высшие клирики получают благодать священства через хиротонию (рукоположение) в алтаре. Низшие клирики поставляются на своё служение через возложение руки епископа — хиротесию, вне алтаря, в храме. По причине того, что вступление в клир связано с действиями епископа, то вопрос о включении в состав клира самих архиереев является дискуссионным.
В монастырях хиротесию могут совершать их настоятели — архимандриты и игумены (14-е правило Седьмого Вселенского собора).

## Условия вступления в клир
Различают абсолютную неспособность вступления в клир и недостатки (духовные, физические, социальные), которые допускают диспенсацию (отступление от неукоснительного соблюдения закона). В православных и католических церквях обычно не допускают женщин, за исключением Элладской православной церкви, диакониссы которой не имеют права проповедовать в церквях. Обсуждают восстановление этого сана и в других православных церквях. Абсолютно не допускают в православных и католических церквях гомосексуалов (на практике, ввиду отсутствия в церквях полиции нравов, исключён лишь допуск открытых гомосексуалов) и лиц, подвергавшихся публичному покаянию (но публично покаявшихся клириков только на этом основании не исключают).
14-е правило Трулльского Собора устанавливает для поставления диакона минимальный возраст 25 лет; в пресвитера — 30 лет. 15-е правило того же собора определят, что в иподиаконы поставляют по достижении 20 лет. В отношении чтецов нет таких чётких указаний: 123 новелла императора Юстиниана из номоканона дозволят поставлять в чтецы восьмилетних, в толковании Вальсамона на данную главу Номаканона сообщается о поставлении в чтецов 3-летних детей.
В отличие от права Римско-католической церкви, православное церковное право не рассматривает незаконнорождённость как препятствие к священству, также в православии телесные изъяны сами по себе не рассматривают в качестве препятствия к священству. В Апостольских правилах указано «Аще кто лишен ока или в ногах поврежден, но достоин быти епископ, да будет. Ибо телесный недостаток его не оскверняет, но душевная скверна», однако далее делают запрет на поставление в епископы слепых и глухих, чтобы не было «препятствия в делах церковных».
Монашеский постриг не является вступлением в клир. Клириком также не считают ни церковного старосту, ни других хозяйственных сотрудников прихода.

## На Западе
Начиная с IV века в христианских государствах клир получил определённые права и привилегии. На содержание клира была выделена десятина, ему гарантировались пребенды, бенефиции и церковное вознаграждение. В свою очередь церковная власть предъявляла к клиру определённые требования (например, принятие целибата для высших ступеней клира). В понтификат папы Григория I Великого (конец VI — начало VII века) на Западе знаком принадлежности к клиру стала тонзура: членами клира становились лица прошедшие обряды пострижения и посвящения.
В современной Римско-католической церкви, после II Ватиканского Собора, к клиру принадлежат только священнослужители: диаконы, пресвитеры и епископы.

## Критика и отрицание церковной иерархии, клира
- Молокане
- Толстовцы
- Богомилы
- Ересь жидовствующих
- Субботники